# Ulica Franciszka Rakoczego w Gdańsku

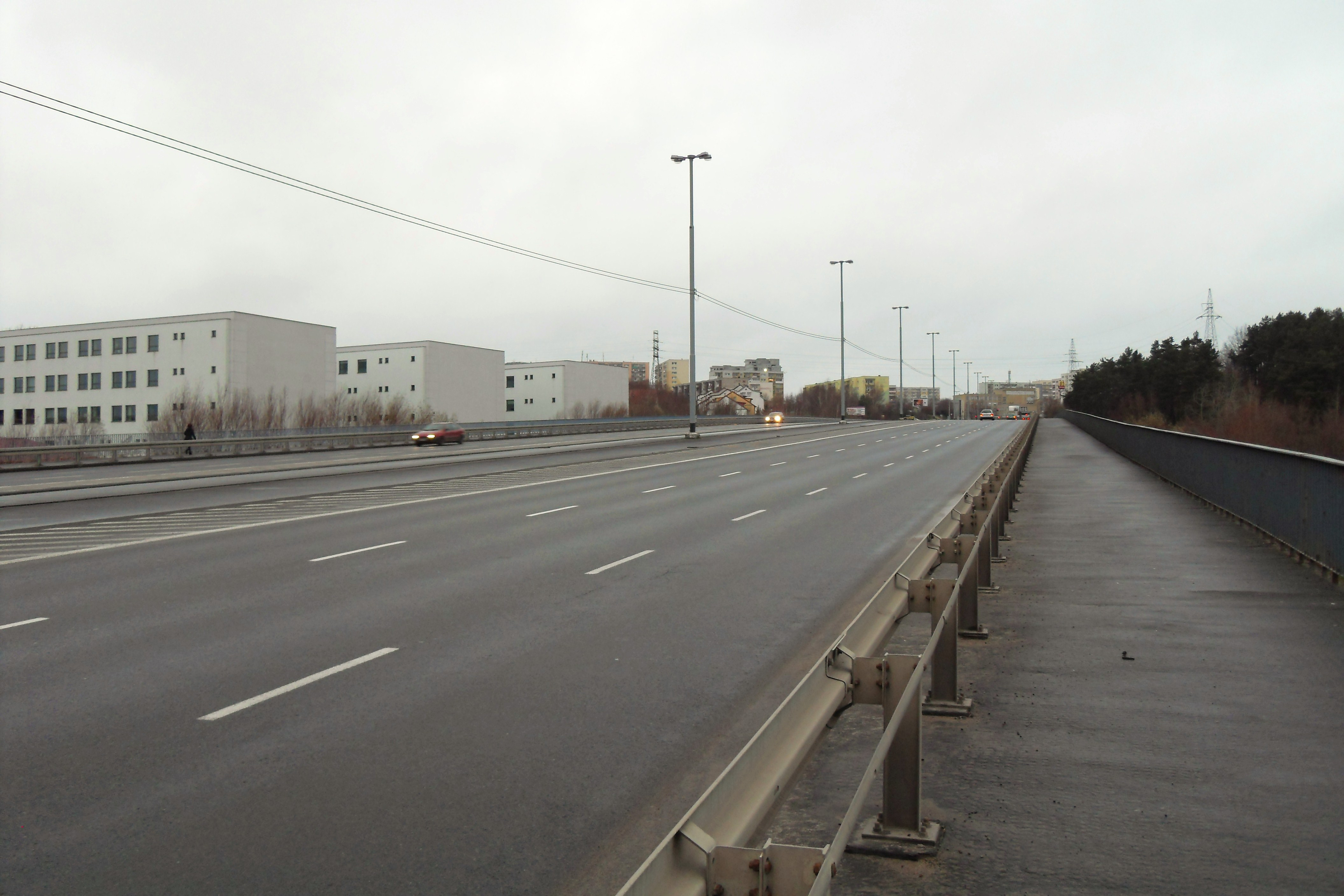
Ul. Rakoczego na estakadzie

Ulica Franciszka Rakoczego – ulica w Gdańsku, najważniejsza ulica dzielnicy Piecki-Migowo. Jej długość to 2,7 km. Rozpoczyna się przy granicy dzielnicy Suchanino, kończy na początku dzielnicy Brętowo.

## Znaczenie
Jedna z ważniejszych ulic Górnego Tarasu. Łączy ulicę Kartuską z ważną ulicą Jaśkowa Dolina, prowadzącą do Wrzeszcza, oraz biegnie dalej w kierunku Niedźwiednika, będąc drogą łączącą południe Gdańska z lotniskiem.
Na samym początku ulica biegnie po Estakadzie Rakoczego, liczącej 360 metrów długości. Od listopada 2020 do sierpnia 2021 trwa wzmacnianie przyczółków i wymiana dylatacji obiektu. Prace o wartości 2 048 427 zł wykonuje firma FBSerwis S.A. W czasie robót utrzymano ruch tramwajów na estakadzie. 

## Linia tramwajowa oraz przystanek PKM
W drugim dziesięcioleciu XXI wieku ukończone zostały dwie inwestycje. Pierwszą była budowa linii tramwajowej na całej długości ul. Rakoczego, która została oddana do użytku na przełomie sierpnia i września 2015. Łączy ona dzielnicę ze Śródmieściem za pośrednictwem Siedlec, gdzie wcześniej tramwaje kończyły trasę. Projektanci już na etapie budowy ulicy pozostawili miejsce na szyny tramwajowe pomiędzy jezdniami. Drugą inwestycją była budowa przystanku Pomorskiej Kolei Metropolitalnej o nazwie Gdańsk Brętowo oddanego do użytku również na przełomie sierpnia i września 2015. Zlokalizowany jest na starotorzu linii kolejowej Gdańsk Wrzeszcz – Stara Piła, które przecina ulicę na drugim kilometrze. Linia tramwajowa kończy się bezpośrednio przy tym przystanku PKM.